# Reservas de Mata Atlântica da Costa do Descobrimento
Reservas de Mata Atlântica da Costa do Descobrimento – obszar chroniony w środkowo-wschodniej Brazylii. Obejmuje 112 tys. hektarów. W 1999 r. został wpisany na listę światowego dziedzictwa UNESCO. Rezerwaty puszczy atlantyckiej są położone na terenie stanów Bahia i Espírito Santo i są najlepiej zachowanymi pozostałościami puszczy atlantyckiej (Mata Atlântica) w środkowo-wschodniej Brazylii.
W skład rezerwatu wchodzi osiem obszarów, które porasta puszcza atlantycka oraz restinga: 3 parki narodowe (Descobrimento, Monte Pascoal i Pau Brasil), 2 federalne rezerwaty biosfery (Sooretama i Una) oraz 3 rezerwaty specjalne (Veracruz, Pau Brasil/Ceplac i Linhares). Zajmują one łączną powierzchnię 112 tys. hektarów. Obszar odzwierciedla ewolucję pozostałych części puszczy atlantyckiej w tym regionie Brazylii. Charakteryzuje się dużą liczbą występujących tu gatunków endemicznych, a jego bioróżnorodność ukazuje powiązania z największymi leśnymi ekosystemami w Ameryce Południowej.
Na tym terenie znajduje się przypuszczalnie największa liczba drzew brazyliowych (pau brasil), jaka pozostała na Ziemi.
Reservas de Mata Atlântica da Costa do Descobrimento są jednym z najbogatszych obszarów lasu tropikalnego, jeśli chodzi o bioróżnorodność. Znajduje się tu ok. 20% światowej flory, w tym 627 gatunków roślin zagrożonych wyginięciem. Na niektórych obszarach o wymiarach boiska do piłki nożnej występuje ponad 450 gatunków drzew. Fauna tym regionie jest reprezentowana m.in. przez 261 gatunków ssaków, w tym 21 gatunków torbaczy (15% endemicznych, 15% zagrożonych), 620 gatunków ptaków (19% zagrożonych), 280 gatunków płazów i 200 gatunków gadów. W sumie 185 gatunków (z czego 100 endemicznych) jest zagrożonych wyginięciem, w grupie tej znajdują się 73 gatunki ssaków, w tym 21 naczelnych. Z 118 gatunków ptaków zagrożonych wyginięciem, 49 to gatunki endemiczne. Wszystkie 16 gatunków płazów są zagrożone i endemiczne. Zagrożonych wyginięciem jest 13 gatunków gadów, z czego 10 to gatunki endemiczne.

## Lista[4]
| Obszar chroniony  | Rodzaj             | Powierzchnia w ha | Stan           |
| ----------------- | ------------------ | ----------------- | -------------- |
| Una               | rezerwat biosfery  | 11 400            | Bahia          |
| Pau Brasil        | park narodowy      | 11 538            | Bahia          |
| Veracruz          | rezerwat specjalny | 6069              | Bahia          |
| Pau Brasil/Ceplac | rezerwat specjalny | 1145              | Bahia          |
| Descobrimento     | park narodowy      | 21 129            | Bahia          |
| Monte Pascoal     | park narodowy      | 13 872            | Bahia          |
| Linhares          | rezerwat specjalny | 22 777            | Espírito Santo |
| Sooretama         | rezerwat biosfery  | 24 000            | Espírito Santo |